# Richard Wright-Firth
Richard Wright-Firth es un actor, director y entrenador de acento británico, conocido por sus apariciones en Black Sails (2014-2017), Resident Evil (2022), y como varios personajes en la serie de SyFy, Vagrant Queen (2020).

## Biografía
Nació en Londres, Reino Unido. Estudió en la Italia Conti Academy of Theatre Arts de Londres entre 1999 y 2002. Fue miembro de la Radio Drama Company de la BBC y ganó el premio Carleton Hobbs (BBC). Richard es un imitador de acentos, especializado en dialectos británios.

## Carrera
Interpretó el papel de Pinar en The Wild Good Chase, dentro del Festival William Poel de 2002 en el Teatro Shakespeare's Globe.
Tras licenciarse, Richard se incorporó a la Radio Drama Company de la BBC, donde obtuvo un contrato tras ganar el premio Carleton Hobbs en 2002. Tras dejar la Radio Drama Company, continuó trabajando como actor independiente para el Departamento de Radio de la BBC, realizando más de treinta obras y lecturas radiofónicas durante este periodo en la corporación. Paralelamente a su trabajo en la BBC, Richard volvió a Italia Conti hasta 2008, como profesor de radio y voz grabada y director de las producciones de voz del último curso.
Wright es también actor de teatro, con más de veinte producciones, entre ellas Macbeth, Julio César, Madre Coraje y sus hijos, Baal, Under Milk Wood, The Wedding, The Long Shot, They Shoot Horses Don't They y Wilson en Ruffian on the Stair, de Joe Orton, en el Landor Theatre de Londres.
Se formó en estoque y daga, daga simple, espada y escudo, así como en combate sin armas en la British Academy of Stage and Screen Combat y fue coordinador de lucha en Macbeth en el Teatro Technis. Durante dos años fue miembro de To Be Frank, una compañía de improvisación e ideación de Liverpool, dirigida por la directora y actriz Tina Malone, de Shameless.
Sus créditos en televisión y cine incluyen Muldoon en la serie original de Starz Black Sails, Dave en The Slumber Party Massacre, Maskey en Resident Evil en Netflix, Pinkerton en Lincoln en History Channel], Ukkari en One Piece, Saints and Strangers, Blood and Glory, SAF3 y The Sinking of the Laconia, así como una serie de cortometrajes. Ha narrado varios documentales cinematográficos, como Megastructures (2010) y Cruise Ship Diaries para National Geographic, The Secret Life of the Circler y Chameleons of the World para Natural History Unit Africa y Birdmen Racing.
Ha trabajado como director independiente en varias producciones locales, para el Festival Nacional de las Artes, así como en Understudy Blues y Court para Canned Rice Productions, de la que es copropietario con su socia, Candice van Litsenborgh. Trabaja como profesor de diálogos y acento para teatro y cine, especializado en dialectos británicos. Entre sus créditos figuran Vagrant Queen para SyFy y Noughts + Crosses para BBC Television Drama. Desde 2009 reside en Ciudad del Cabo, Sudáfrica.